# HMAS Hobart (D63)
«Гобарт» (D63) (англ. HMAS Hobart (D63) — військовий корабель, легкий крейсер модифікованого типу «Ліндер» Королівського австралійського ВМФ за часів Другої світової війни.

## Історія створення
«Гобарт» був закладений 26 червня 1933 року на верфі компанії HMNB Devonport у Девонпорті. 13 січня 1936 року увійшов до складу Королівських ВМС Великої Британії. 6 жовтня 1938 року переданий до Королівського флоту Австралії.